# Argema besanti
Argema besanti (лат.) — очень редкий вид ночных бабочек из семейства павлиноглазок. Обитает на территории Танзании и Кении.
Размах крыльев 11 сантиметров. Крылья окрашены в зелёный цвет, более тёмный на передних крыльях паре. На каждом крыле располагается небольшое пятно-«глазок» красного цвета. Нижние крылья с длинными хвостиками. Усики самцов крупные, перистые. Ротовые органы редуцированы, бабочки не питаются и живут за счёт питательных веществ, накопленных в стадии гусеницы.